# Red Letter Days
Red Letter Days — четвёртый студийный альбом группы The Wallflowers, изданный в 2002 году.

## Об альбоме
Во время тура в поддержку Red Letter Days группа приняла участие в нескольких уникальных выступлениях, таких как концерт в Зале славы рок-н-ролла в 2002 году и выступление на острове Алькатрас, сделавшее The Wallflowers первой музыкальной группой, игравшей на знаменитом тюремном острове.

## Список композиций
Слова и музыка всех песен — Джейкоба Дилана.
| №   | Название                     | Длительность |
| --- | ---------------------------- | ------------ |
| 1.  | «When You're on Top»         | 3:54         |
| 2.  | «How Good It Can Get»        | 4:11         |
| 3.  | «Closer to You»              | 3:17         |
| 4.  | «Everybody Out of the Water» | 3:42         |
| 5.  | «Three Ways»                 | 4:19         |
| 6.  | «Too Late to Quit»           | 3:54         |
| 7.  | «If You Never Got Sick»      | 3:44         |
| 8.  | «Health and Happiness»       | 4:03         |
| 9.  | «See You When I Get There»   | 3:09         |
| 10. | «Feels Like Summer Again»    | 3:48         |
| 11. | «Everything I Need»          | 3:37         |
| 12. | «Here in Pleasantville»      | 4:10         |

Японская версия
| №   | Название                                                 | Длительность |
| --- | -------------------------------------------------------- | ------------ |
| 12. | «The Empire In My Mind»                                  |              |
| 13. | «(What's So Funny 'Bout) Peace, Love, and Understanding» |              |

## Участники записи
- Джейкоб Дилан — вокал, соло-гитара, ритм-гитара
- Стюарт Матис — гитара
- Рами Джаффе — клавишные, бэк-вокал
- Грег Ричлинг — бас-гитара
- Марио Калир — ударные, перкуссия